# Кампанья, Кристиан
Кристиан Лука Кампанья (англ. Cristian Luca Campagna; 29 ноября 2001, Ванкувер, Канада) — канадский футболист итальянского происхождения, защитник клуба «Нарва-Транс».

## Биография
Родился в Ванкувере, однако уже в два года вместе с родителями переехал в город Сарри, где он и начал заниматься футболом. Занимался в академии «Ванкувер Уайткэпс» и играл за его вторую команду в MLS Next Pro. В 2021 году выступал за команду американского Университета штата Нью-Йорк в Олбани. В следующем году дебютировал в Канадской премьер-Лиге в составе «Галифакс Уондерерс». Проходил просмотры в немецких командах «Нюрнберг» и «Цвиккау». В марте 2024 года защитнику удалось перебраться в Европу, где он заключил контракт с финским «Джаз» из подэлитного дивизиона Юккёнен.
В январе 2025 года Кристиан Кампанья заключил контракт с эстонским клубом Премиум-Лиги «Нарва-Транс». Ранее в его составе играл его соотечественник Келси Эгву, отправившийся в аренду в родной чемпионат.

### В сборной
В составе команды Западной Канады в 2013 году принимал участие в национальном финале Кубка «Данон». Позднее входил в состав юниорской сборной Канады до 15 лет. В 2021 и в 2022 году Кампанья привлекался к работе сборной Канады во время подготовки к играм отборочного этапа ЧМ-2022, однако официальные вызовы в национальную команду не получал.

## Семья
Младший брат Маттео (род. 2004) также является футболистом. Он выступает в Канадской Премьер-Лиге.